# Klejnárka
Klejnárka je malá řeka na Kutnohorsku ve Středočeském kraji ústící zleva do Labe nedaleko Kolína u obce Starý Kolín v nadmořské výšce 193,5 m. Délka toku činí 40,3 km. Plocha povodí měří 350,1 km².

## Průběh toku
Klejnárka pramení na Českomoravské vrchovině jihozápadně od obce Dobrovítov jako Jánský potok v nadmořské výšce 516,5 m. Úsek východně od Dobrovítova s Pilským rybníkem je chráněn jako přírodní památka Jánský potok. Teče převážně severním až severozápadním směrem. Na horním toku v obci Zbýšov napájí velký Zbýšovský a Pilský rybník, pod kterým přijímá zleva svůj první větší přítok nazývaný Krchlebský potok. V tomto úseku je též někdy označována jako Opatovický potok podle osady Opatovice, kterou protéká níže po proudu. U Doudovského mlýna, který se nachází jihozápadně od vsi Březí výrazně posilují tok zleva Senetínský potok a po několika stech metrech zprava Vranidolský potok. Odtud si říčka razí cestu hlubokým, zalesněným, skalnatým údolím přes Krchlebskou dubinu ke vsi Chedrbí, kde přijímá zleva Paběnický potok. Zde je již označována jako Klejnárka. Po dalších zhruba 10 km odtud severním směrem protéká v těsné blízkosti historického města Čáslav. Od Čáslavi pokračuje na severozápad rovinatou krajinou k obci Nové Dvory, kde z levé strany přijímá říčku Vrchlici, která přitéká z jihozápadu od Kutné Hory. Po dalších 6 km severozápadním směrem se Klejnárka spojuje u Starého Kolína se starým labským ramenem, které se nazývá Černá struha. Společný tok nesoucí jméno říčky je dlouhý 1,5 km.

### Větší přítoky

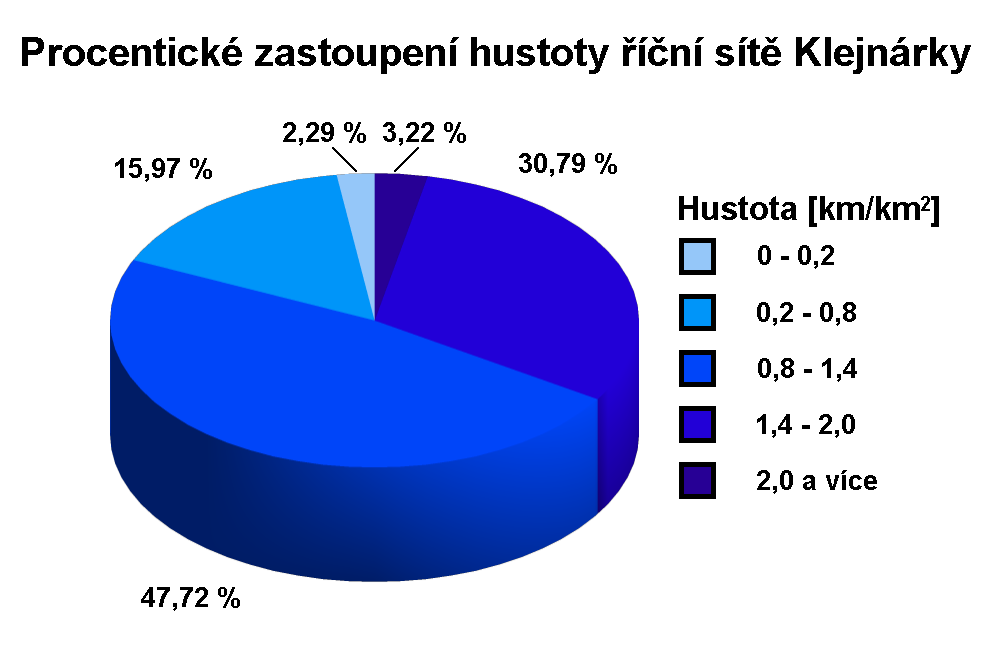
Hustota říční sítě

Největším přítokem Klejnárky co se délky toku, plochy povodí a vodnosti týče je Vrchlice. Ostatní její přítoky jsou již výrazně menší. Průměrná hustota říční sítě Klejnárky činí 1,19 km/km². Celkově se v jejím povodí nachází 338 vodních toků v délce do jednoho kilometru a 99 vodních toků v délce 1 až 10 km. Potoků dlouhých 10 až 20 km je v povodí celkem pět. V délce 20 až 40 km se v povodí řeky nalézá jeden vodní tok, kterým je říčka Vrchlice.
- Krchlebský potok, zleva, ř. km 33,4[3]
- Senetínský potok, zleva, ř. km 30,9[3]
- Vranidolský potok, zprava, ř. km 30,4[4]
- Paběnický potok, zleva, ř. km 23,9[5]
- Medenický potok, zleva, ř. km 22,3[6]
- Olšanský potok, zleva, ř. km 12,9[7]
- Křenovka, zleva, ř. km 12,0[7]
- Vrchlice, zleva, ř. km 7,5[8]
- Kačinský potok, zprava, ř. km 3,5[9]
- Černá struha, zprava, ř. km 1,5[7]

## Vodní režim
Průměrný průtok Klejnárky u ústí činí 1,32 m³/s. V dobách extrémního sucha může řeka na některých úsecích zcela vyschnout. Stalo se tak například 11. srpna 2015, kdy byl ve stanici Chedrbí zaznamenán nulový průtok.
Hlásný profil:
| místo   | říční km | plocha povodí | průměrný průtok (Qa) | stoletá voda (Q100) |
| ------- | -------- | ------------- | -------------------- | ------------------- |
| Chedrbí | 22,45    | 64,74 km²     | 0,29 m³/s            | 48,6 m³/s           |

## Využití

### Vodáctví
Říčka je sjízdná po jarním tání, či vydatných deštích. Jako začátek plavby lze zvolit místo v lesnatém údolí pod vsí Březí, pod soutokem s Vranidolským potokem. Obtížnost úseku Březí - Chedrbí je WW1 až WW2. Šířka toku se zde pohybuje od 3 do 5 m. Níže po proudu protéká říčka rovinatou, méně zajímavou krajinou při nízké vodácké obtížnosti.
Klejnárka se splouvá také jako součást plavby po Černé struze od Veletovského jezu na Labi, skrze Starý Kolín a nazpátek do Labe. Délka splutí je 7,5 km a tok přehrazuje přibližně v polovině Baštecký jez.

## Fotogalerie

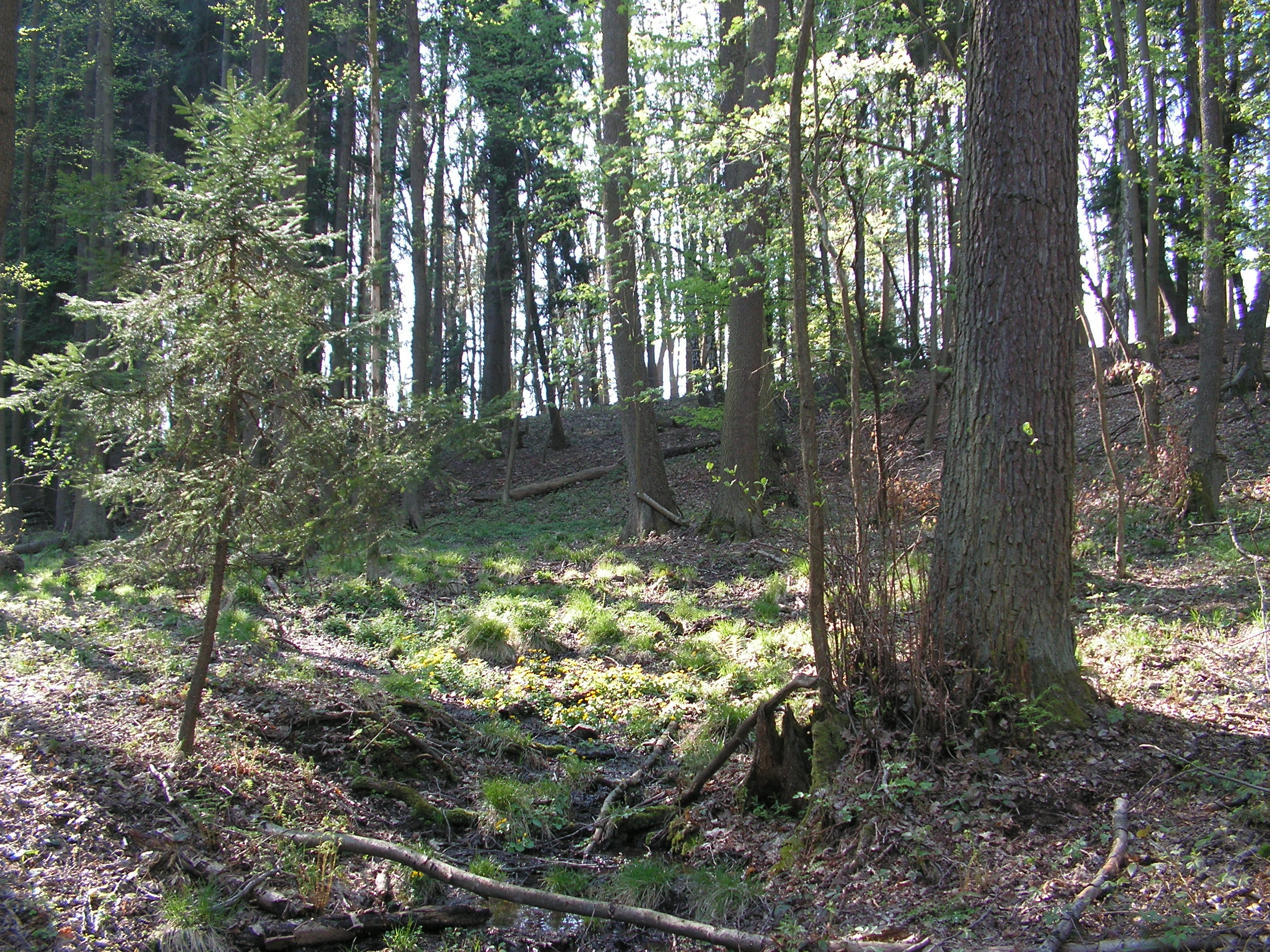
Pramen Klejnárky
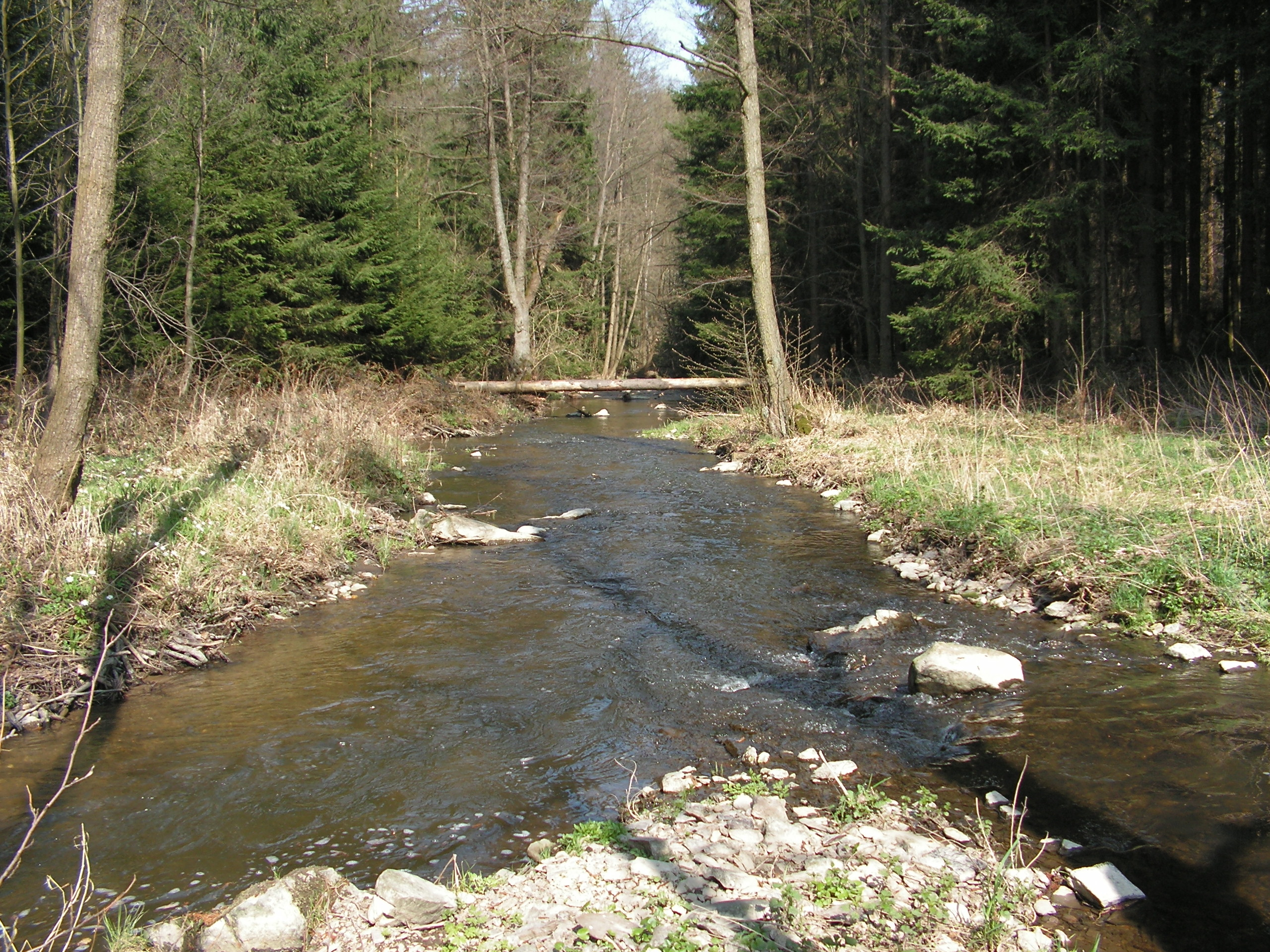
Soutok Jánského a Vranidolského potoka pod vsí Březí
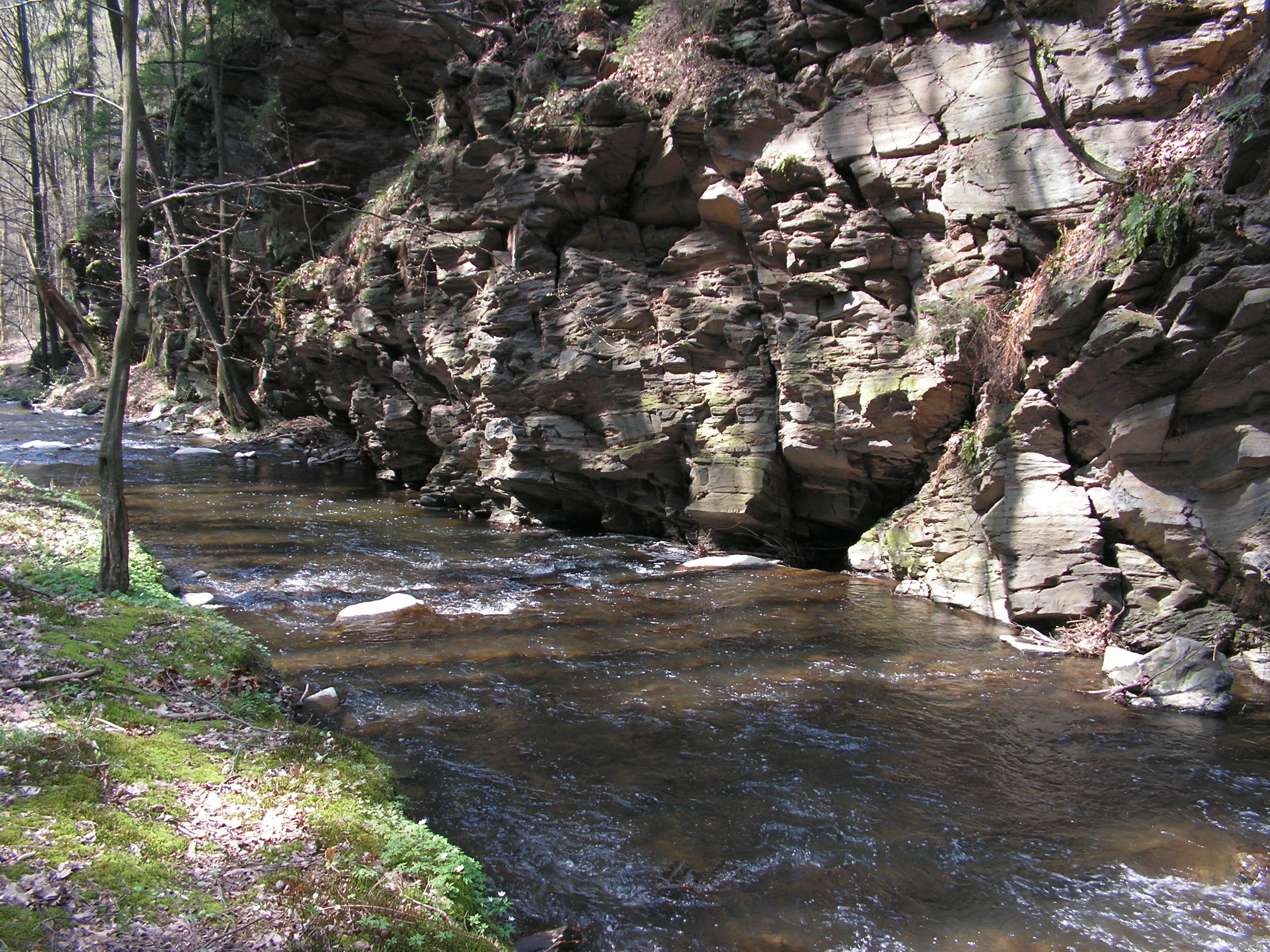
Jánský potok u Hraběšína
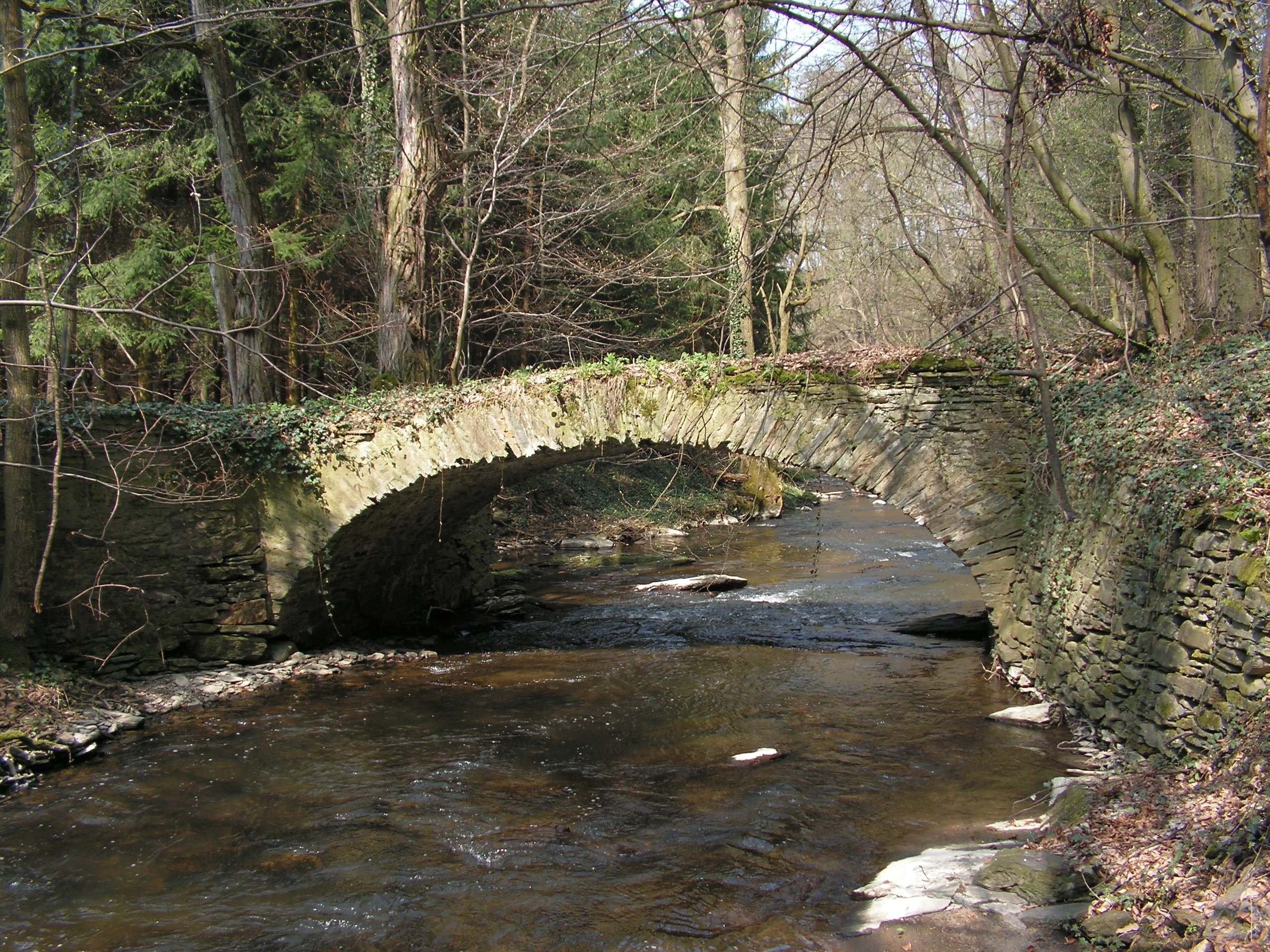
Starobylý most u Jánského mlýna pod vsí Krchlebská Dubina
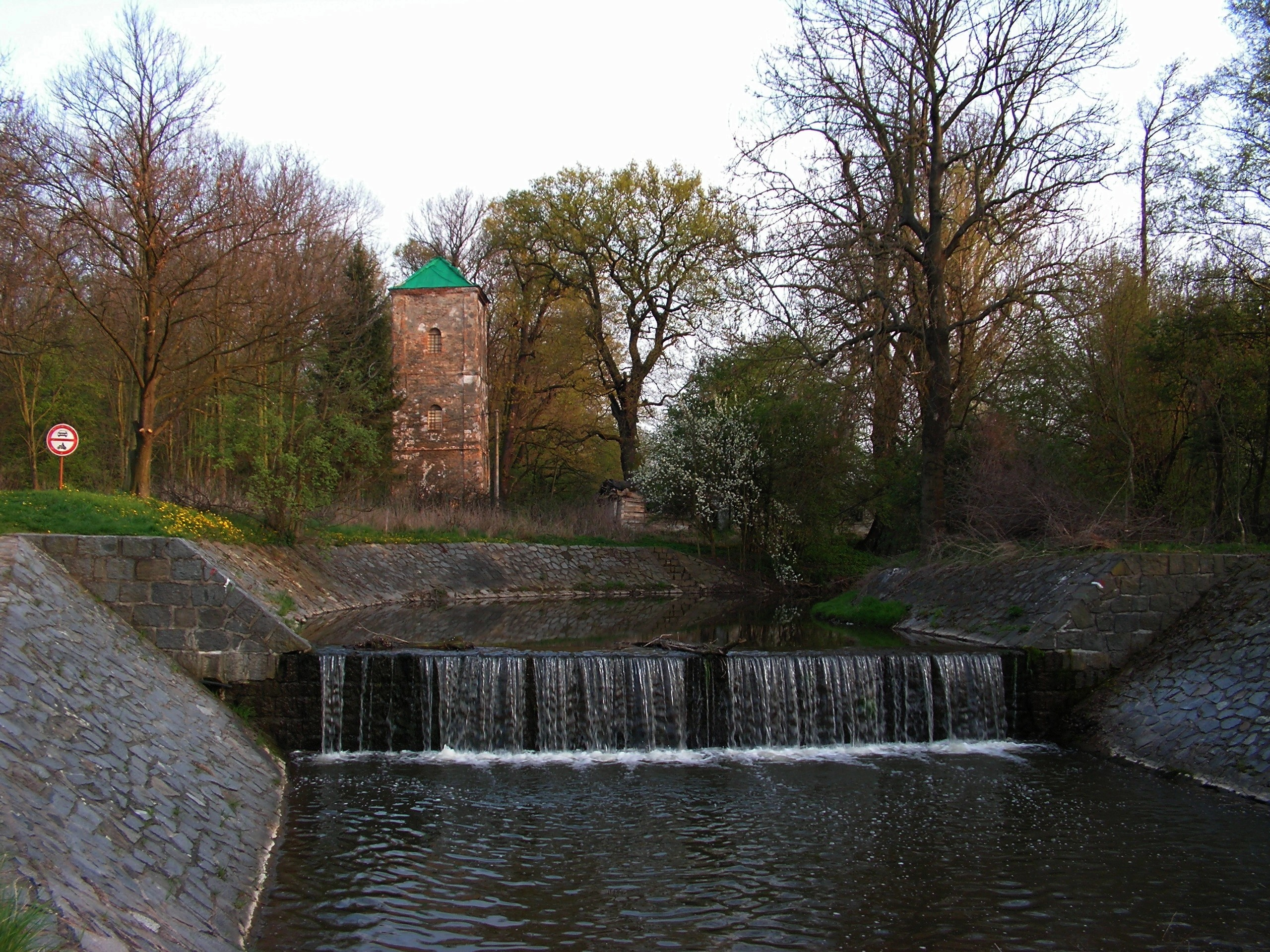
Klejnárka v Nových Dvorech nad soutokem s Vrchlicí